# たけのこ星人
たけのこ星人（たけのこ せいじん）は、日本の漫画家・イラストレーター。同人サークル「たけさと」主宰。

## 来歴
ゲーム雑誌『ゲーメスト』（新声社）・同『月刊アルカディア』（メディアワークス）・成人向け漫画雑誌『COMIC阿呍』（ヒット出版）等の読者投稿常連を経て2003年より「たけさと」を立ち上げ同人活動を開始。2005年には商業誌デビューも果たす。特定漫画家へのアシスタントの経験はなく、デビュー後もFBC、むらたたいち、赤人ら他の成人向け漫画家達との交流も深く、それぞれお互いに原稿を手伝い合っているためか現在も特定のアシスタントはいない。

## エピソード・人物
- 食玩・フィギュアを買い集めるのが趣味であり、自身のウェブサイトの自己紹介やブログでもしばしば言及している。
- 2005年mixiの応援キャラクター『mixiたん』のデザインを手掛け、その経緯を漫画にしている（下記作品リスト参照）。
- デビュー後しばらくの間に掲載された作品はハッピーエンドではない結末を迎えるものが多く、一時期「寝取られものの作家」と括られることもあった。また出版社・雑誌の編集方針や意向からアンソロジーに掲載された作品は凌辱ものが多かった。

## 単行本
- シアワセ少女（2009年1月21日発行、コアマガジン）ISBN 978-4-86252-528-4
- ゴーイン乙女（2012年8月8日発行、コアマガジン）ISBN 978-4-86436-356-3
- カクセイ彼女（2013年6月28日発行、ワニマガジン）ISBN 978-4-86269-254-2
- Fate/EXTRA CCC FoxTail（既刊12巻）